# Лаперм
Лаперм (англ. La Perm, LPM) — порода кішок, що створена на основі природної домінантної рексової мутації, виявленої у Далласі в штаті Орегон.

## Історія
Після наполегливої селекційної роботи перші представники породи були виставлені в 1982 році. Перший попередній стандарт був прийнятий ТІСА лише в 1995 році. В 1997 році попередній стандарт зареєструвала FIFE. Порода нечисленна й розводиться переважно в Америці.

## Характер
Це здорові, сильні, спритні й рухливі тварини. Прекрасні мисливці. Мають ніжний мелодійний голос.

## Зовнішній вигляд
Кішки породи ЛаПерм — це масивні тварини, вкриті кучерявою шерстю. Розводять два різновиди: напівдовгошерсту й короткошерсту. Тіло з добре розвиненою сухою мускулатурою. Скелет сухий, міцний. Кінцівки середні. Задні трохи довші, ніж передні. Лапи округлі. Хвіст довгий, пропорційний до тіла, звужується до кінчика. У короткошерстих вкритий коротким хвилястим волоссям. У напівдовгошерстих вкритий кучерявою шерстю у вигляді «плюмажу».
Голова має форму м'яко окресленого клина з округленими контурами. Ніс широкий, з легким стопом. Морда кругла. Череп і чоло округлі. Підборіддя міцне. Вуха середні, трохи розведені, широкі в основі, з округленими кінчиками. Біля основи вуха кучеряві пучки, вушна муфта. Очі мигдалеподібні, великі, виразні, розташовані на помірній відстані одне від одного, з легким нахилом до основи вух. Колір очей будь-який, незалежно від забарвлення. Шия довга.
Шерсть у короткошерстих густа, товста, шовковиста, коротка, м'яка й хвиляста на плечах, спині й нижній частині тіла. Підшерстя помірне. У довгошерстих шерсть середньої довжини, шовковиста, м'яка, кучерява, товста. Підшерстя важке. Можуть мати в зрілості підвіс на шиї. Найкрутіші завитки знаходяться на нижньому боці шиї, в основі вух і на кучерявому, у вигляді «плюмажу», хвості. Щітки у вухах і бакенбарди можуть також бути кучерявими. Завитки варіюються від затягнутих локонів до довгих спіралей у вигляді штопора.
Шерсть в обох різновидів може змінюватися за довжиною та щільністю залежно від сезону й зрілості кішок. Особливість породи полягає в тому, що кошенята можуть лисіти, а потім одержати кучеряву шерсть. Іноді кішки не повністю одягнені аж до першого розмноження.

### Забарвлення
Допускаються всі відомі варіації забарвлення. Допускаються білі медальйони.

## Світлини

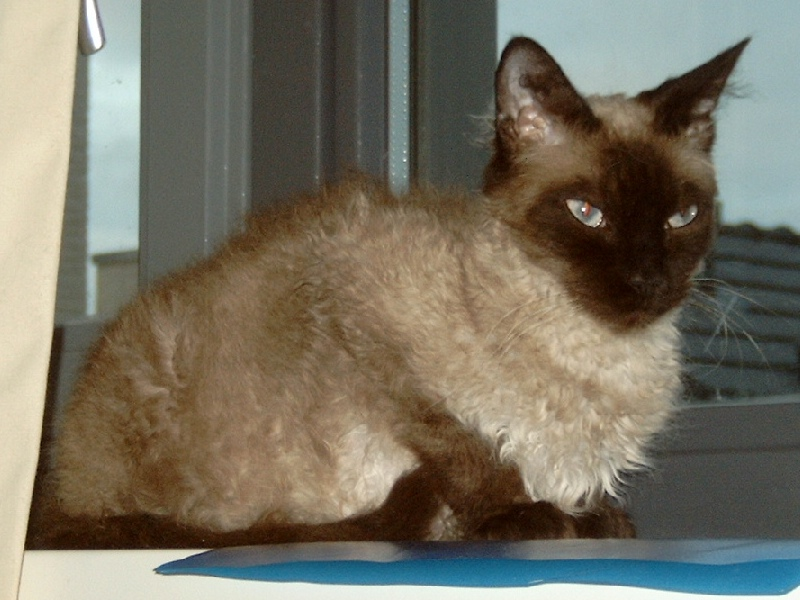
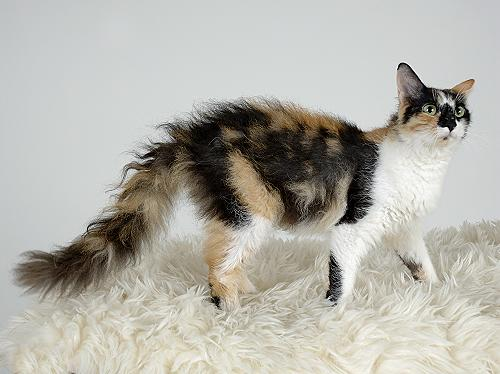
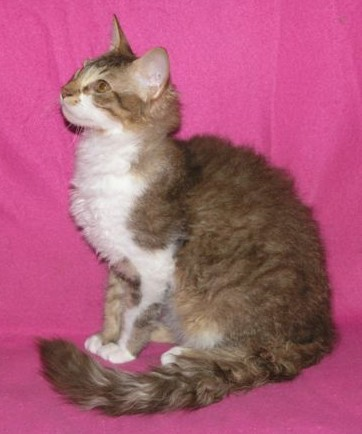
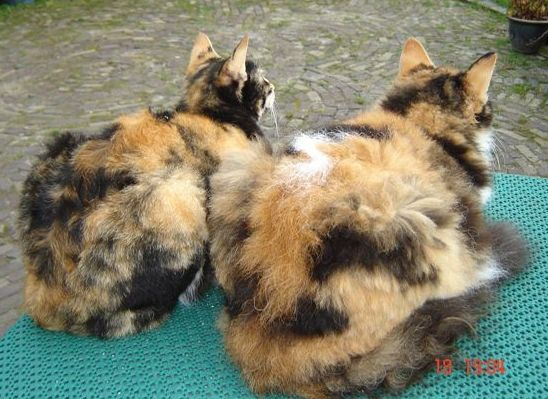
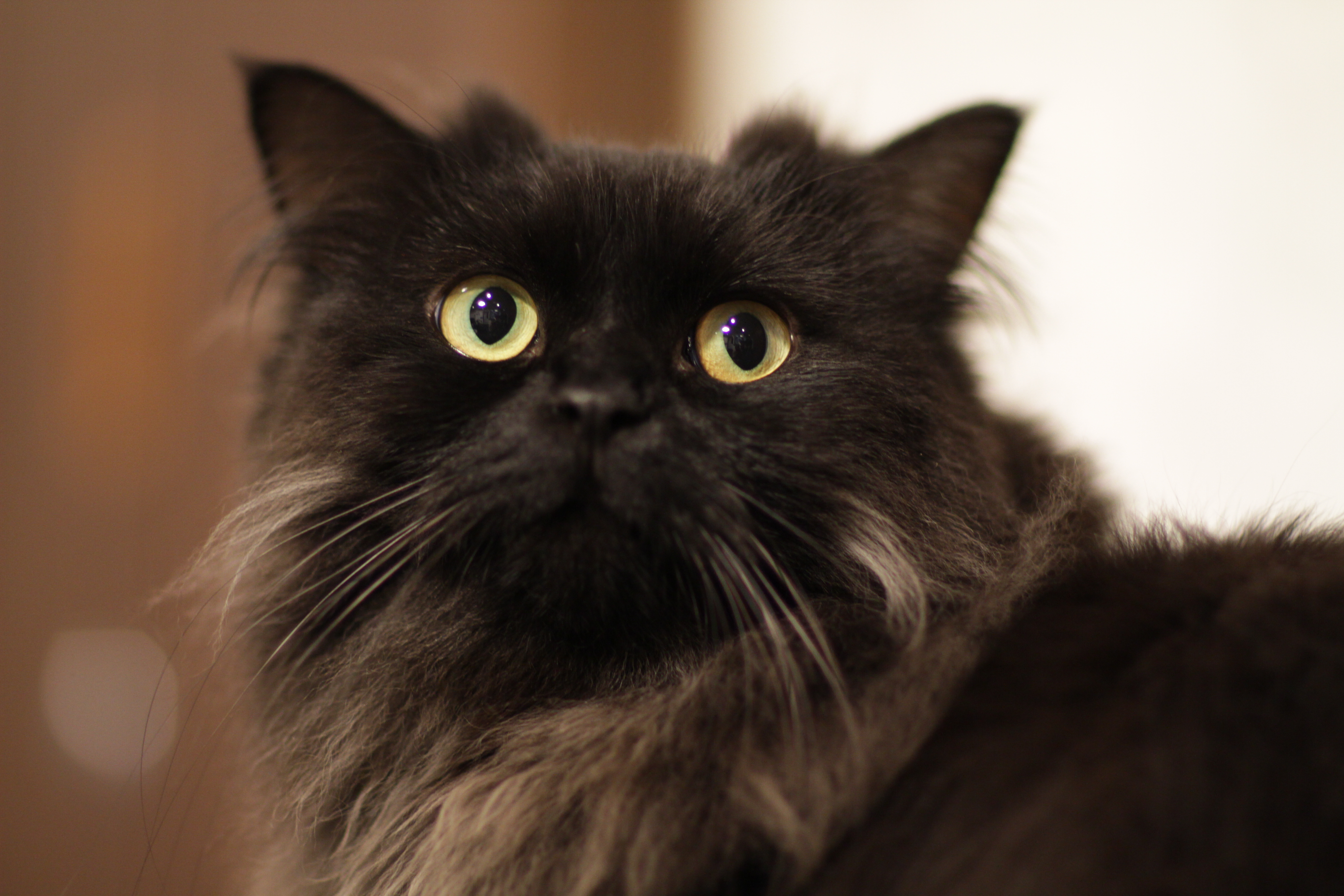
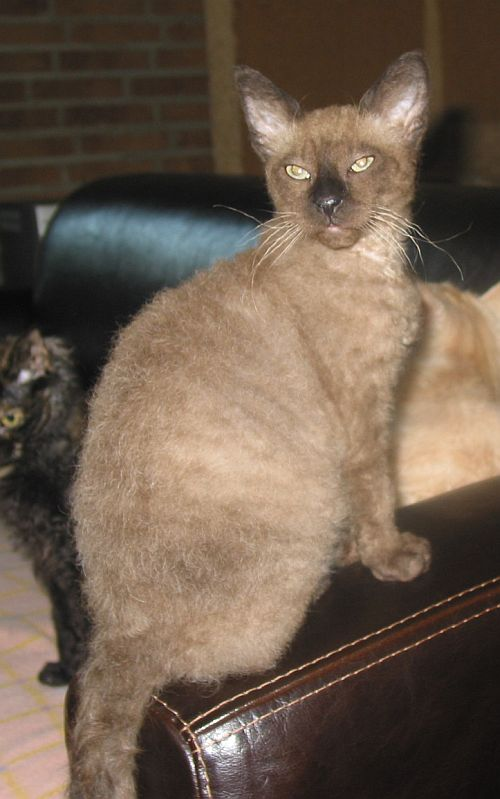